# ㄺ
ㄺ(리을기역)은 한글 낱자의 ㄹ과 ㄱ을 겹쳐 놓은 것이다. 첫소리로는 쓰이지 않고 끝소리로만 쓰인다.
어말이나 닿소리 앞에서는 ㄱ으로 소리난다. 하지만 다음 음절이 홀소리로 시작하면 ㄹ 다음 음절 첫소리에 ㄱ 소리가 난다. 또 다음 음절 첫소리가 ㄱ일 때는 ㄹ 다음 음절 첫소리가 ㄲ이 되고, ㅎ일 때는 ㄱ이 ㅎ과 합쳐져 ㅋ 소리가 난다. 현대 젊은 화자들의 경우 영어의 영향으로 인해 설측 권설 접근음이 포함된 발음으로 잘못 발음하는 경우가 적지 않다.
- 흙 → [흑]
- 흙이 → [흘기]
- 흙만 → [흑만] → [흥만]
- 읽기 → [일끼]
- 읽히다 → [일키다]

## 코드 값
| 종류                  | 종류           | 글자   | 유니코드 | HTML     |
| --------------------- | -------------- | ------ | -------- | -------- |
| 한글 호환 자모        | 한글 호환 자모 | ㄺ     | U+3135   | &#12597; |
| 한글 자모 영역        | 첫소리         | (없음) | (없음)   | (없음)   |
| 한글 자모 영역        | 끝소리         | ᅟᅠᆰ     | U+11B0   | &#4528;  |
| 한양 사용자 정의 영역 | 첫소리         |     | U+F799   | &#63385; |
| 한양 사용자 정의 영역 | 끝소리         |     | U+F88C   | &#63628; |
| 반각                  | 반각           | ﾪ      | U+FFAA   | &#65450; |

## 정보
| 자명 | 리을기역（남） 리을기윽（북）                                                                                                  |
| 발음 | 어중 : [ ɭg ], 어말 : [ k ̚ ], 어중 구개음화 : [ ɭc ]（남） 어중 : [ lg ], 어말 : [ k ̚ ], 어중 구개음화 : [ lc ]（북）          |
| 이음 | 후행 자음이 평음일 경우 평음이 경음으로 된다. 후행 자음이 ㅎ일 경우 [ ɻ.kʰ ], 같은 조건에서 구개음화 시 [ ɻ.cʰ ]으로 소리난다. |